# Barczewo (gmina)
Barczewo – gmina miejsko-wiejska w województwie warmińsko-mazurskim, w powiecie olsztyńskim. W latach 1975–1998 gmina położona była w województwie olsztyńskim.
Siedzibą gminy jest miasto Barczewo.
Według GUS 31 grudnia 2017 r. gminę zamieszkiwało 17 920 mieszkańców, z czego 7472 w mieście, a 10 448 – na obszarach wiejskich gminy. Natomiast według najnowszych danych z 31 grudnia 2019 roku gminę zamieszkiwało 18 019 osób.

## Struktura powierzchni
Według danych z roku 2002 gmina Barczewo ma obszar 319,85 km², w tym:
- użytki rolne: 52%
- użytki leśne: 31%

Gmina stanowi 11,26% powierzchni powiatu.

## Demografia
Populacja według GUS:
| Opis           | Ogółem | Kobiety | Kobiety | Mężczyźni | Mężczyźni |
| -------------- | ------ | ------- | ------- | --------- | --------- |
| jednostka      | osób   | osób    | %       | osób      | %         |
| populacja 2008 | 16 750 | 8422    | 50,2    | 8328      | 49,7      |
| populacja 2011 | 17 083 | 8564    | 50,1    | 8519      | 49,9      |

Średni dochód na mieszkańca wynosi 1690,90 zł co stanowi 93,1% średniego dochodu w gminach województwa i 96,3% średniego dochodu dla gmin w kraju.

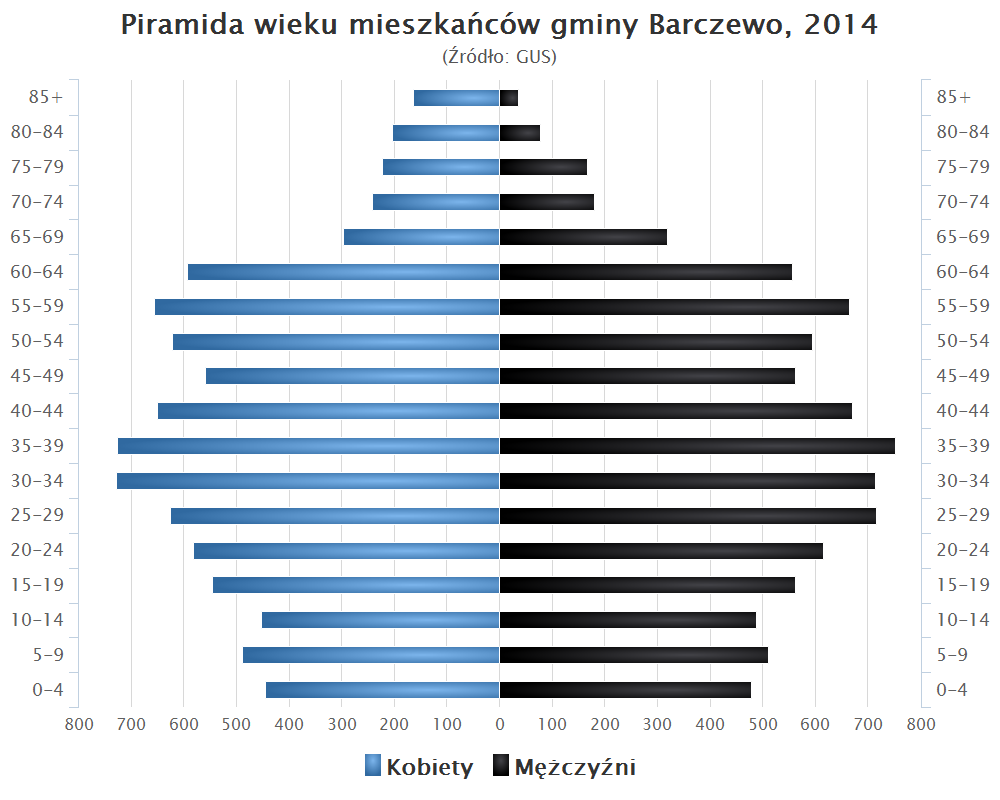
Piramida wieku mieszkańców gminy Barczewo w 2014 roku

## Ochrona przyrody
Na terenie gminy znajdują się następujące pomniki przyrody:
| Nr  | Lokalizacja                                           | Nazwa                              | Obwód przy powołaniu      | Nr ew. | Akt prawny                                                           |
| 1.  | leśnictwo Leszno oddz. 104                            | dąb szypułkowy                     | 435 cm                    | 346    | RGŻL Nr 346/68 z 20.11.1968 r.                                       |
| 2.  | leśnictwo Leszno oddz. 84, 85, 89, 104, 105, 113, 116 | stanowisko cisa pospolitego        | do 80 cm                  | 355    | RGŻL Nr 355/70 z 26.10.1970 r.                                       |
| 3.  | leśnictwo Leszno oddz. 104h                           | dąb szypułkowy                     | 425 cm                    | 383    | RGŻL-op-383/84 z 11.06.1984 r.                                       |
| 4.  | Ramsowo przy drodze polnej                            | 2 cisy pospolite 2 dęby szypułkowe | 156 i 160 cm 450 i 450 cm | 384    | RGŻL Nr 384/84 z 11.06.1984 r.                                       |
| 5.  | wzdłuż rzeki Orzechówki                               | stanowisko pióropusznika strusiego | –                         | 438    | Dz. Urz. Woj. Olsztyńskiego Nr 12, poz. 236 z 31.12.1986 r.          |
| 6.  | Maruny park podworski                                 | dąb szypułkowy                     | 520 cm                    | 526    | Zarz. Nr 16 Woj. Olsztyńskiego z 11.02.1991 r.                       |
| 7.  | śródleśna łąka na północny wschód od wsi Maruny       | stanowisko pełnika europejskiego   | –                         | 527    | Zarz. Nr 16 Woj. Olsztyńskiego z 11.02.1991 r.                       |
| 8.  | Skajboty                                              | 2 dęby szypułkowe                  | 360 i 680 cm              | 631    | Dz. Urz. Woj. Olsztyńskiego Nr 1, poz. 4 z 15.01.1993 r.             |
| 9.  | leśnictwo Barczewko oddz. 231m koło Nikielkowa        | 4 dęby szypułkowe                  | od 250 do 360 cm          | 824    | Dz. Urz. Woj. Olsztyńskiego Nr 20, poz. 202 z 08.09.1995 r.          |
| 10. | Wójtowo ul. Modrzewiowa                               | dąb szypułkowy                     | 320 cm                    | 1257   | Dz. Urz. Woj. Warmińsko-Mazurskiego Nr 73, poz. 1153 z 23.05.2007 r. |

## Sołectwa
Barczewko, Bark, Bartołty Wielkie, Biedowo, Bogdany, Jedzbark, Kaplityny, Kierzliny, Kromerowo, Kronowo, Krupoliny, Lamkowo, Leszno, Łapka, Łęgajny, Maruny, Mokiny, Niedźwiedź, Nikielkowo, Odryty, Radosty, Ramsowo, Ramsówko, Ruszajny, Skajboty, Stare Włóki, Szynowo, Tumiany, Wipsowo, Wójtowo, Wrócikowo, Zalesie.

## Pozostałe miejscowości
Barczewski Dwór, Bartołty Małe, Bogdany, Czerwony Bór, Dadaj, Dąbrówka Mała, Dobrąg, Gaj, Kierzbuń, Klimkowo, Klucznik, Kołaki, Koronowo, Kronówko, Lamkówko, Leszno Małe, Orzechówko, Próle, Rejczuchy, Rycybałt, Sapunki, Sapuny, Studzianek, Tęguty, Tumiany, Żarek.

## Sąsiednie gminy
Biskupiec, Dywity, Dźwierzuty, Jeziorany, Olsztyn, Purda.